# Кыналызаде Хасан Челеби
Кыналызаде Хасан Челеби (тур. Kınalızâde Hasan Çelebi; ок. 1546/47, Бурса — 14 марта 1604) — османский поэт, писатель, знаток фикха и калама. Хасан Челеби написал одно из самых копируемых произведений в истории турецкой литературы - антологию османских поэтов поэтов (тезкире) XV и XVI веков «Tezkiretü’ş-şuarâ».

## Биография
Отцом Хасана был Кыналызаде Али, поэт и автор труда «Ахлак-и Алаи» (Высокая мораль). Хасан родился в 1546/47 году в Бурсе, где его отец был мюдеррисом (преподавателем) в медресе Хамзы-бея. Семья носила имя Кыналызаде, поскольку дед Али, Абдулкадир Хамиди, красил бороду хной (тур. kına, kınalı).
Начальное образование Хасан получил дома. Далее учителями Хасана были Назирзаде Рамазан Эфенди, мюдеррис медресе Йени Али Паши в Стамбуле, и Эбусууд Эфенди.
В 1565/66 году Хасан стал мюлазимом (помощником) Эбуссууда Эфенди. С 1568/69 по 1588 годы он занимал должность мюдерриса в различных медресе в Бурсе, Эдирне, в Стамбуле. Затем он служил кади в Алеппо, Каире, Эдирне, Бурсе, в Эюпе и Стара-Загоре.
На последней должности он заболел и вернулся в Стамбул. Хасан попросил у султана в арпалик небольшой городок Рашид в Египте. Вскоре после прибытия на место, 14 марта 1604 года, он умер и был похоронен.
Гелиболулу Мустафа Али с восхищением отзывался о широте познаний Хасана Челеби. По словам Мустафы Али, Кыналызаде сказал: «…настоящая дружба означает смотреть на труды друга глазом врага».

## Творчество
По словам М. Исена, современники считали Хасана Челеби одним из выдающихся знатоков фикха, калама и тафсира.
- Хасан Челеби писал стихи на арабском, персидском и османском языках. Современники высоко оценивали его газели и писали назире к ним[3].
- Его основной труд — «Tezkiretü’ş-şuarâ» (осман. تذکرة الشعراء‎), одно из самых известных османских тезкире (пятое османское тезкире после Шехи[англ.], Кастамонлу Латифи[англ.], Ахди[англ.] и Ашика Челеби) и второе по количеству охваченных поэтов. Антология была завершена в 1586 году и посвящена автором Саадеддину Эфенди. В ней упоминаются 640 поэтов. Произведение состоит из трёх основных частей. В первой Хасан повествует о султанах-поэтах (Мурад II, Мехмед II — Авни, Баязид II, Селим I, Сулейман I — Мухибби, Селим II), во второй — о шехзаде (Коркут, Джем, Мустафа — Мухлиси, Мехмед, Баязид — Шахи). В третьем разделе в алфавитном порядке перечислены остальные османские поэты XV и XVI веков[4][2][3]. Биография Мурада III, правившего во время написания «Тезкире», и Саадеддина Эфенди, которому посвящён труд, приведены во введении. В «Тезкире» Хасана Челеби содержатся биографии 122 поэтов, не включённых в более ранние 4 антологии[3].

По мнению Э. Гибба, труд Хасана Челеби «считается лучшим из всех турецких Тезкире», и ценен множеством биографических подробностей и большим количеством цитат. При этом Гибб отмечал напыщенный стиль и «бессмысленное многословие» автора. Хасан Челеби осуждал Латифи за необъективность, однако сам посвятил членам своей семьи «необоснованное внимание».
Тезкире Хасана Челеби является одним из наиболее копируемых произведений в истории турецкой литературы.
- Комментарии к труду Моллы Хюсрева по фикху[3] (А. Акгюгдюз[тур.] полагал, что комментарии были написаны не Хасаном, а его отцом[7]).
- Комментарии к труду о риторике Сад ад-дина ат-Тафтазани[3].
- Комментарии к труду аль-Байдави «Анвар ат-Танзиль ва Асрар ат-Тавиль»[3].

## Семья
Хасан Челеби в «Тезкире» перечислил поэтов — своих родственников. Его дедом по отцовской линии был Эмруллах Эфенди (ум.1560) с псевдонимом Мири, дедом по материнской линии был Абдул Кадир (ум. 1534) с псевдонимом Кадири, двоюродными дедами были Муслими (ум. 1586), Кирами (ум. 1574) и Ваххаби; братьями матери были Инаятулла (ум. 1564) и Малики; его братьями были Фехми Мехмед (1565—1596) с псевдонимом Фехми, Хусейн с псевдонимом Фейзи; братом отца был Мустафа с псевдонимом Кирами Васфи, дальним родственником был Кадри. Ахди упоминал, что у Хасана был брат Сидки; Мехмед Сюрейя писал, что у Хасана был сын Абдуррахман, умерший в 1629 году.